# Mai-Thu
Mai Trung Thứ (Haïphong, 10 novembre 1906 - Clichy, 10 octobre 1980) est un peintre francais d'origine vietnamienne connu depuis la fin des années 1950, grâce à ses représentations d'enfants, peintes à la gouache sur soie. Ces œuvres, largement diffusées par des reproductions ont contribué à la connaissance de la vie traditionnelle vietnamienne, aussi bien en temps de paix que dans la tourmente de la guerre du Viêt Nam. Cinéaste et photographe amateur, c'est aussi un musicien qui exprimera cette passion au travers de toutes les époques de sa peinture.

## Jeunesse
Mai Trung Thu, de son nom d'artiste Mai-Thu, est né en 1906 dans le village de Ro-Nha, dans le district de Kiến An (près de Haïphong, au Nord Viet Nam). Il est un fils d’une grande et honorable famille tonkinoise. Son père, Mai Trung Cat, est un mandarin aux fonctions importantes, haut dignitaire de la Cour de Hué ; il meurt en 1945.
Après des études secondaires au Lycée français d’Hanoï, Mai-Thu fait partie de la première promotion, de 1925 à 1930, des élèves de l’École des Beaux-Arts de cette ville présidée par Victor Tardieu.
De 1931 à 1937, il exerce comme professeur de dessin au lycée colonial Khai Dinh de Hué et perfectionne son jeu de doc-huyen, monocorde traditionnel vietnamien, au contact des musiciens nombreux alors dans l’ancienne ville impériale.
Mai-Thu décide cependant de quitter ce pays où, de par sa naissance et son éducation, toutes les portes lui sont pourtant ouvertes. Il demande donc à être envoyé en France à l’occasion de l’Exposition Internationale des Arts Décoratifs de 1937. Il part pour Paris son ami artiste, le peintre Le-Pho pour rejoindre leur ami peintre et sculpteur Vu Cao Dam établi à Paris depuis 1931.
Mai-Thu, empreint de son éducation aristocratique et d’un style instruit de classicisme à l’École des Beaux-Arts de Hanoï sous la houlette de Victor Tardieu, désire exprimer et transmettre la pureté et la douceur des formes traditionnelles vietnamiennes à un public qui jette à cette époque un œil intéressé sur l’art « exotique ». En 1939, la Seconde Guerre mondiale commence. Il s’engage dans l’armée française. Après sa démobilisation en 1941 et une période mâconnaise, il revient à Paris : il souhaite peindre dans cette ville.

## Un soutien indéfectible à la paix et l’indépendance vietnamiennes
Mai-Thu a toujours voulu exprimer sa volonté de paix, tant en filmant la conférence de Fontainebleau et le président Ho Chi Minh lors de son passage en France en 1946, qu’en peignant pour l’UNICEF ou qu’en incarnant un prêtre vietnamien catholique dans le film de Léo Joannon Fort-du-fou (1963). Il abandonnera par la suite sa collaboration avec l’UNICEF, malgré la notoriété que cet organisme aurait pu lui apporter, devant les réticences  de cette agence onusienne à dénoncer les dommages collatéraux causés aux enfants par les américains engagés dans la Guerre du Viêt Nam.
Quand il peint le tableau « La  Prière », daté de 1963, représentant cinq enfants les mains jointes avec ferveur, c'est pour exprimer le désarroi que lui inspire le sacrifice du moine bouddhiste Thich Quang Duc, qui s’immole par le feu le 11 juin de cette année-là à Saïgon : celui-ci voulait ainsi protester contre la répression anti bouddhiste exercée par le pouvoir du président catholique Ngo Dinh Diem au Sud Viet Nam. Mai-Thu exprime aussi par ce tableau son dissentiment au régime dictatorial sud-vietnamien responsable de la guerre civile avec le Nord Viet Nam.
Son refus de travailler pour la galerie américaine Wally Findlay (contrairement à ses premiers compagnons de route, Le Pho et Vu Cao Dam), pour les mêmes prises de positions contre la guerre au Viet Nam, le prive d’une rapide mise en valeur commerciale de son œuvre. Mais Mai-Thu tient à garder toute indépendance, demeure inflexible sur ce point et reste engagé dans sa peinture : il peint le désarroi de ces mères et enfants égarés par la violence de la guerre, dans des tableaux flamboyants aux  volutes de flammes et de brumes mortelles ainsi que la vie des souterrains, qui permet aux résistants vietnamiens  de poursuivre  leur combat.

## Un musicien de cœur, pour la vie
Éclectique, il s’environne de tous procédés visuel et acoustique de l’époque. Il peint en écoutant la musique traditionnelle vietnamienne, qu’il enregistre lui-même sur les premiers magnétophones à bande. Joueur accompli de monocorde (dan doc huyen), seize cordes (dan tranh), guitare (dan nguyet) et de flûte (sao truc), il se voit malheureusement contraint par une surdité tardive, peut-être acquise à la suite des traitements prolongés à la Streptomycine prodigués lors de la tuberculose contractée dans les années cinquante, à restreindre le développement de sa compétence en la matière. Mais toute sa vie et à chaque époque, il peindra des musiciennes jouant de ces instruments traditionnels vietnamiens.

## Thèmes de prédilection
Toute l’œuvre de Mai-Thu est d’une composition très rigoureuse, ne laissant rien au hasard : c’est l’unité par les couleurs, les formes, les lignes et l’espace qui lui donnent sa personnalité. L'unique source bibliographique, initiée et réalisée par Jean-françois Apesteguy, une monographie réalisée en 1967, donne au critique d'art Maximilien Gautier le soin d'un éloge argumenté.
C’est essentiellement par ses peintures sur pongé de soie, par aplats et frottés de gouache que Mai-Thu acquiert sa notoriété, l’intensité des couleurs prenant de plus en plus de force et d’importance avec le temps. Celles-ci ne doivent pas faire oublier ses dessins et portraits, au pastel ou à la mine de plomb, ni ses grandes huiles sur toile héritées de sa formation à l’Ecole des Beaux Arts de Hanoï.
S’il s’est fait connaître dans le monde entier par ses « Enfants », largement reproduits principalement par les Editions Braun, Euros et Stehli et diffusés par l’UNICEF, ses thèmes favoris sont la femme, la famille entourant les ancêtres et prenant soin des enfants, aussi bien que les fleurs en composition ou au naturel.
À la demande de son directeur artistique, exclusif dès 1955, J.F. Apesteguy, il peint « à la manière de » l'École de Fontainebleau deux femmes se touchant le sein, de Vinci une Joconde toute asiatique, d'Ingres une odalisque. Sortant de sa discrétion et sa réserve naturelle, il produira aussi quelques nus, empreints de retenue et de chasteté.

## La mise en valeur des tableaux par le cadre
Mai-Thu, très habile de ses mains, était en constante recherche d’une amélioration possible de son environnement. Ce perfectionnisme pratique le conduisait à consacrer une grande part de son attention et de son temps à la réalisation complète des encadrements de ses tableaux : il accordait un soin extrême à la confection de ses marie-louise et passe-partout ornés de motifs précieux, des baguettes qu’il patinait de plusieurs couches de feuilles d’or ou d’argent et il trouvait beaucoup de satisfaction à ce complément qu’il jugeait indispensable. Un tableau original de Mai-Thu est un tout et se conçoit donc avec son encadrement d’origine.

## L’œuvre de Mai-Thu en 2011
Il est notable que l'attrait des collectionneurs pour les tableaux originaux se maintient, malgré l’abandon de toute promotion ou exposition de ses œuvres. Les quelques reproductions de tableaux d’enfants qui firent son succès sont encore très présentes dans les écoles communales ou dans de nombreuses chambres d’enfants. Mai-Thu n’a pas produit beaucoup de tableaux mais  ceux-ci ressortent régulièrement en salle des ventes. Fruits de successions, vendus par des héritiers qui n’ont pas acquis l’œuvre par goût, certains tableaux se retrouvent parfois aux enchères sans cadre original, présenté par des commissaires priseurs qui en donnent un titre parfois inventé et fantaisiste, une datation imprécise ou absente et une description du support (soie … satin… huile bois… ???) très approximative. Les véritables connaisseurs sont rares et ceux qui vont distinguer un original d’une reproduction ne sont pas légion, en témoignent les ventes d’ « estampes », de « peintures sur soie », de « gravures » signées Mai-Thu se retrouvant sur Internet ou dans des ventes mal préparées.
C’est principalement sur les marchés de Hong Kong et de Singapour que ses œuvres ont le plus de succès. La maison Artcurial a régulièrement présenté des dessins et des peintures sur soie dans ses ventes. J.F. Apesteguy a toujours réservé  une place de choix à ses tableaux dans sa galerie de Deauville ; il est toujours considéré comme référent en matière d’authenticité des tableaux de Mai-Thu, bien que son âge avancé l’amène à diminuer ses activités.

## Expositions
- 1938-1940 : Il participe dès lors au Salon des indépendants et au Salon d’Automne et se fait connaître, au travers d’émissions de radio et de concerts, comme joueur de doc-huyen.

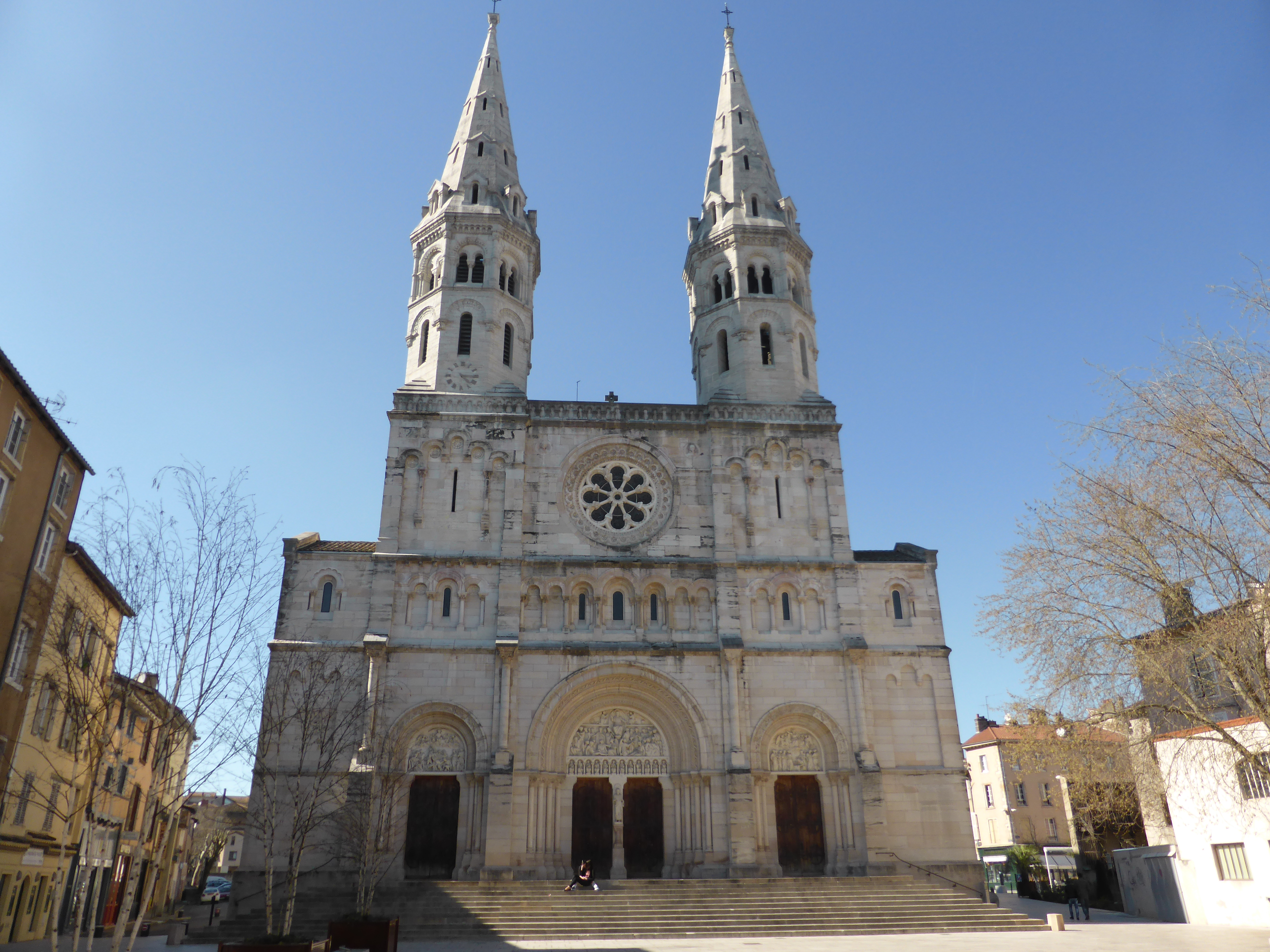
Façade de l'église Saint-Pierre de Mâcon.

- 1940-1942 : Engagé volontaire, démobilisé à Mâcon en 1941, il reste quelque temps dans cette ville. Remarqué par la famille Combaud, personnalités influentes de la place, il réalisera de nombreux portraits de la société mâconnaise ainsi que la décoration à fresco de la  chapelle dédiée aux morts de 14-18 dans l’Église Saint-Pierre de Mâcon. Il expose dans le même  temps à Vichy (Galerie Lorenceau) et à Lyon (Galerie Bellecour).
- 1942 : Invité par le gouverneur d’Algérie avec son ami Le Pho, il expose à la Galerie Romanet d’Alger.
- 1943-1944 : Mai-Thu s’installe définitivement à Vanves, avenue du Parc, dans un duplex lumineux où il réalisera la plupart de ses œuvres. Il expose rue de la Boëtie (Galerie Hessel), aux Champs-Élysées (Pavillon de Madagascar).
- 1946 : Il se consacre, au sein d’un groupe de cinéastes amateurs vivant en France, au reportage filmé de la Conférence de Fontainebleau, lors de la venue du Président Ho Chi Minh à Paris.
- 1947-1948 : Exposition rue de la Paix (Galerie d’Art Français).
- 1948 à 1949 : Réalisation d’un film documentaire sur la technique de la « Peinture sur soie », présenté plusieurs fois à la Cité universitaire de Paris et au Musée de l’Homme.
- 1952 à 1957 : Plusieurs expositions (Galerie Conti, Galerie de l’Institut rue de Seine, Galerie Marforen Faubourg Saint Honoré) assoient sa notoriété. Mais c’est à partir de sa rencontre avec Jean François Apesteguy, qui deviendra son directeur artistique exclusif, que la valorisation de son œuvre, par des expositions régulières à thèmes et la diffusion de sa peinture dans de grandes collections françaises et internationales, sera effective.
- 1954 : Mai-Thu rencontre l’artiste peintre et décoratrice sur soie Jeanne Sineray, dite Sao. De leur union naît une petite fille en 1956. Le soutien de son épouse lui sera acquis en toutes considérations, artistiques en tout premier lieu.
- 1958 à 1959 : Exposition Galerie Pro Arte rue de Miromesnil, puis à Deauville où Mai-Thu, jusqu’après sa disparition, sera régulièrement exposé dans la Galerie personnelle de J.F Apesteguy.
- 1960 : Première exposition à la Galerie du Péristyle (Salle Gaveau, rue de la Boétie) avec J.F Apesteguy. Cette même année, Mai-Thu, virtuose de doc-huyen, obtient avec le Professeur Tran Van Khé, musicologue de renom, le Grand Prix du Disque de l'Académie Charles-Cros pour un enregistrement de musique traditionnelle vietnamienne (Édition BAM).
- 1960-1965 : Collaboration avec l’Unicef (Fonds des nations Unies pour l’Enfance) lors de sa campagne d’ « Aide à l’enfance malheureuse » et édition de plusieurs cartes de vœux en plusieurs langues. Avec son ami poète Phan Vam Ky, il illustre un recueil de « Poèmes sur soie » par des peintures et une laque originales, acquis par le Duc et la Duchesse de Windsor.
- 1962 : Son activité cinématographique, qui l’a fait réaliser un film historique sur le président Ho Chi Minh, le met en relation avec le cinéaste Léo Joannon ; dans son film Fort-du-Fou, sur fond de guerre d’Indochine, celui-ci lui confie le rôle du prêtre catholique. Le film sort en 1963.
- 1963 : A la Galerie du Péristyle, avec J.F. Apesteguy, première grande exposition consacrée à un thème, « Les Enfants de Mai-Thu ». Le succès est important et de nombreuses reproductions sur papier (bristol) et sur soie (satin) sont éditées dans le monde entier.
- 1965 : Mai-Thu est régulièrement exposé à la Galerie « Angle du Faubourg » par J.F. Apesteguy, rue du Faubourg-Saint-Honoré.
- 1968 : L’exposition à thème « La Femme vue par Mai-Thu »  à la Galerie Cardo Matignon (avenue Matignon) remporte un vif succès malgré les évènements de mai 68.
- 1971 : L’Exposition « L’Enfant et la famille » à la Galerie Doucet (place Beauvau) précède un premier voyage retour au Viet Nam en 1973.
- 1974-1975 : L’Exposition « Le Monde de Mai-Thu » a lieu à la Galerie Vendôme, rue de la Paix, avant un deuxième voyage en 1975, lors de la chute de Saïgon menant à l’unification du Viet Nam. La galerie Vendôme expose encore Mai-Thu en 1975 lors d’une rétrospective avec d’autres peintres.
- Décembre 1979-janvier 1980 : L’Exposition « L’Univers poétique de Mai-Thu » à la Galerie Vendôme présente ses dernières réalisations, avant sa mort le 10 octobre 1980 à Clichy. Il est enterré au cimetière de Vanves, dans les Hauts-de-Seine. Une exposition « Cent petits tableaux » était en préparation.

## Publications
- Poème sur soie : Huit tableaux de Mai Thu. Huit poèmes de Pham Van Ky, Éditions Euros (impr. Daragnès), Paris, 1961.
- Le Trésor de l'homme, contes et poèmes anciens et modernes du Vietnam, traduit du vietnamien : Couverture de Mai Thu, Éditions La Farandole, Paris, 1971.
- Monographie dédiée au peintre vietnamien Mai-Thu, d'après une maquette de Jean François Apesteguy, tirée à 3000 exemplaires sur les Presses de la Société française de régies par Michel Bouju, 1968.

Musique
- Mai-Thu joue du monocorde sur le disque 45t de 1960 Musique du Viet-nam, œuvres choisies par Tran Van Khe. (Tran Van Khe : luth, cithare, vièle tambour et chant ; Mai Thu : monocorde ; Mong Trung : chant).